# 茅原狐塚古墳
茅原狐塚古墳（ちはらきつねづかこふん）は、奈良県桜井市茅原にある古墳。形状は方墳。史跡指定はされていない。
本項目では、茅原狐塚古墳の北東にある弁天社古墳についても解説する。

## 概要
奈良盆地南東部、三輪山西麓に築造された大型方墳である。墳丘は大きく削平を受けており、西側のJR桜井線（万葉まほろば線）の敷設時にも削平を受けたと見られる。1956年（昭和31年）に発掘調査が実施されている。
墳形は方形で、一辺約40メートルを測る。埋葬施設は両袖式の横穴式石室で、南方向に開口する。石室全長17メートル（実質14メートル）を測る屈指の規模の大型石室で、玄室では凝灰岩製組合式家形石棺1基を含む計3基の石棺が据えられる。石室内は盗掘に遭っているが、副葬品として鉄製品（直刀片か）・須恵器が採集されている。
築造時期は、古墳時代終末期の7世紀前半頃と推定される。三輪山西麓は、三輪山祭祀が行われる場所として聖域化された土地であったが、中期-後期には本古墳のほか茅原大墓古墳・馬塚古墳・弁天社古墳などの営造が認められる。これらの被葬者と三輪山祭祀との関連性が注目され、被葬者を三輪氏一族（特に三輪逆）とする説がある。

## 埋葬施設
埋葬施設としては両袖式横穴式石室が構築されており、南方向に開口する。石室の規模は次の通り。
- 石室全長：17.32メートル（実質約14メートル）
- 玄室：長さ6.03メートル、幅2.56メートル（奥壁）、高さ1.92メートル
- 羨道：長さ11.29メートル（実質約8メートル）、幅2.09メートル、高さ1.92メートル

羨道部の開口部から3.25メートルでは、小石材を積んで羨道側壁とは異なることから、墓道の石積みとも解される（その場合、上記では実質長として記載）。石室の石材は花崗岩の巨石で、玄室・側壁とも2段積みの上に小石材が補填される。羨道は1段積みである。
玄室内では、奥壁付近の凝灰岩製組合式家形石棺1基のほか、中央部・入口付近で2組の石棺片が確認されており、計3基の石棺の使用が認められる。3基はいずれも石室主軸に直交する。また、羨道部では鉄釘が検出されていることから、木棺の追葬も想定される。石室の構造としては水泥南古墳（御所市）とほぼ同一設計になるとして注目される。
石室内からは、副葬品として鉄製品（鉄刀か）・須恵器が検出されている。特に須恵器は、中央石棺の底から20個体分の完形の坏の出土が報告される。そのほか、円筒埴輪片も出土したというが詳らかでない（後世の紛れ込みか）。

## 弁天社古墳
弁天社古墳（べんてんしゃこふん）は、茅原狐塚古墳の北東約100メートルにある古墳。現在は大神神社末社の富士神社・厳島神社（弁天社）の社殿背後に所在し、東には大神神社摂社の神御前神社が鎮座する。現在までに墳丘は失われ石室が半壊状態で露出するほか、発掘調査は実施されていない。
墳形は明らかでない。埋葬施設は両袖式の横穴式石室で、南方向に開口する。巨石を使用した石室であり、玄室長約4メートル・玄室幅1.9メートル・羨道幅1.4メートルを測る。石室内では玄室において石棺片（初葬棺か）が、羨道において凝灰岩製刳抜式家形石棺（追葬棺か）が認められる。桜井市内北部の古墳石棺の多くは組合式であるのに対して、本古墳では刳抜式石棺が使用される点で注目される。副葬品は詳らかでない。築造時期は明らかでないが、茅原狐塚古墳と前後する時期と想定される。

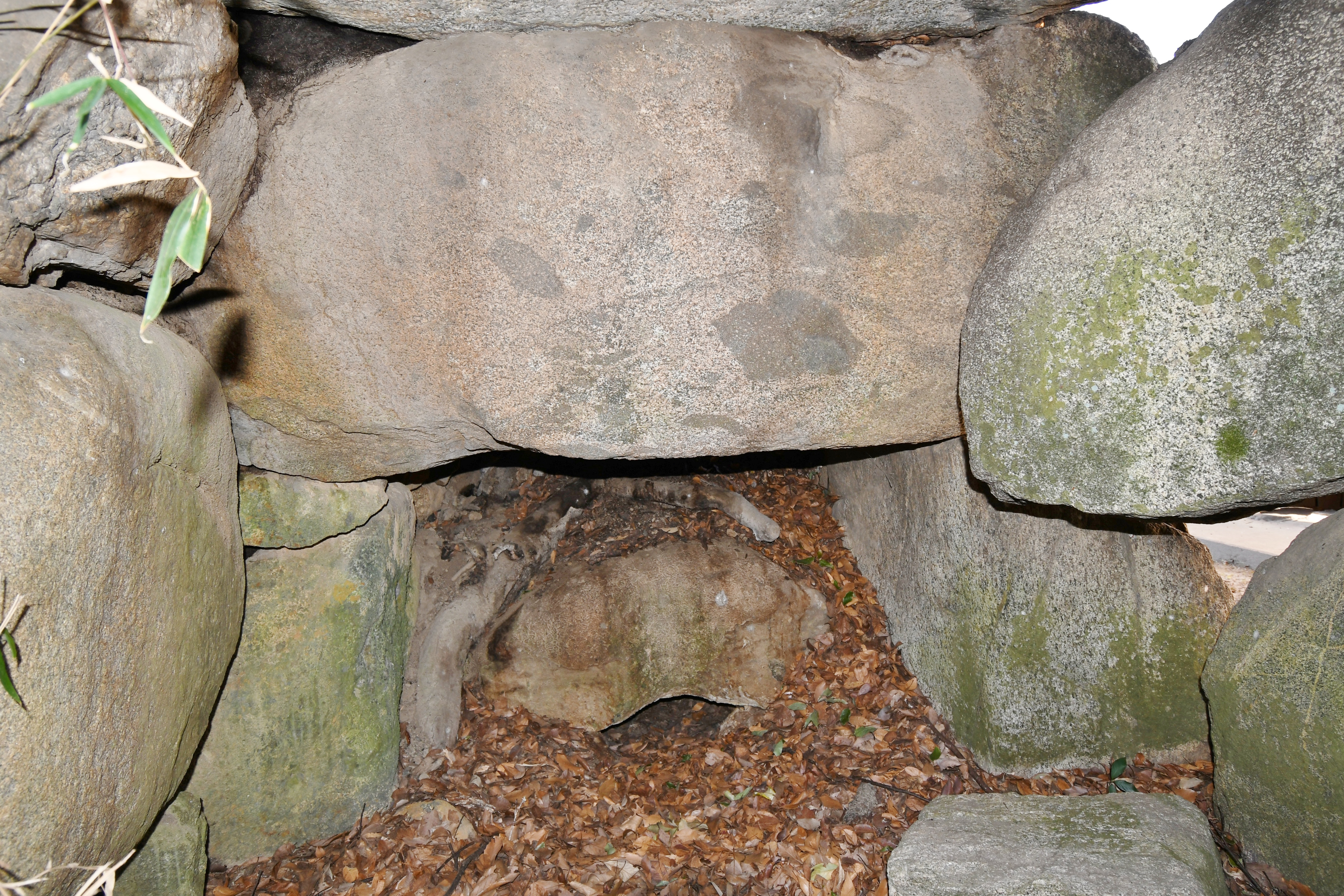
玄室（羨道方向）
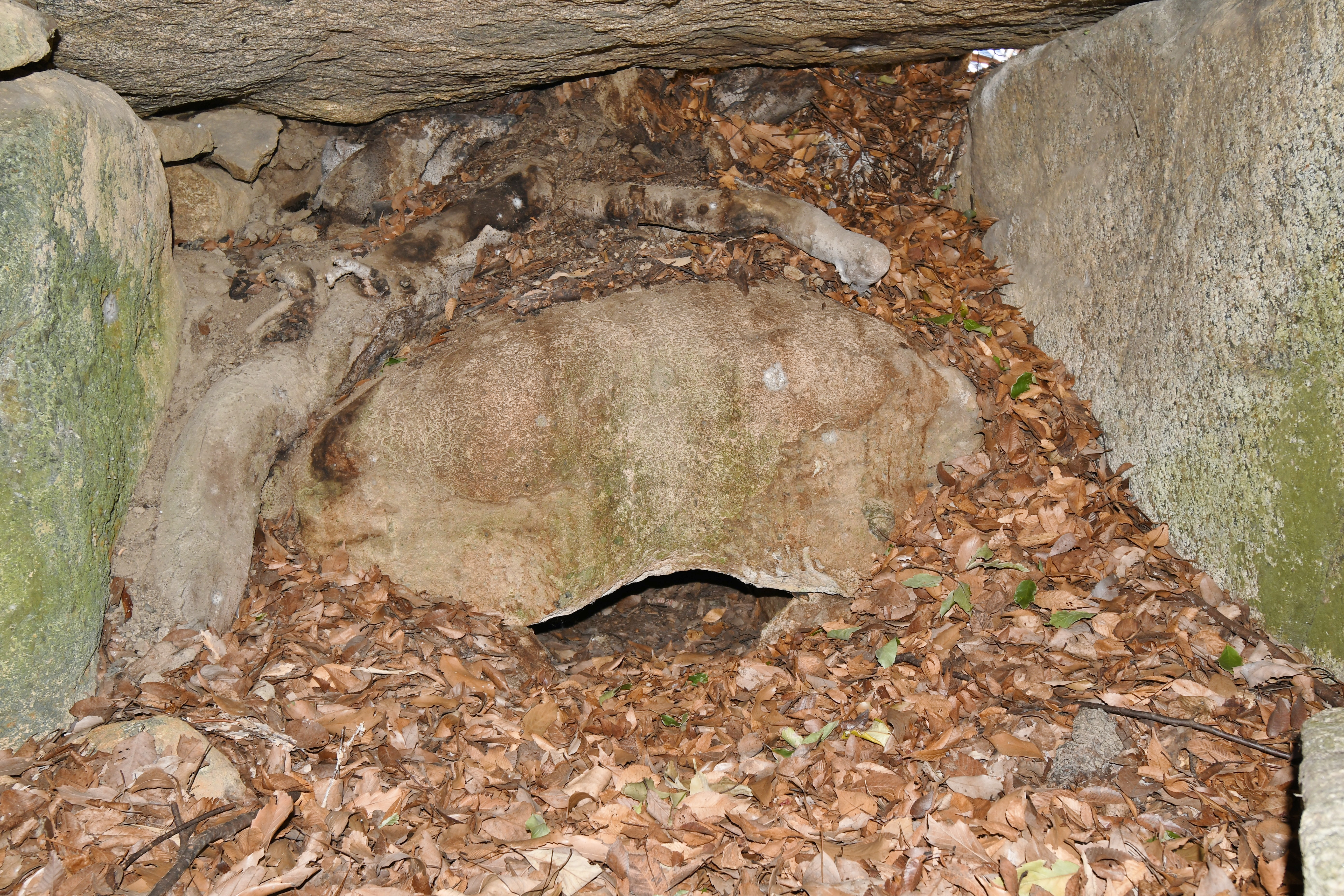
羨道石棺
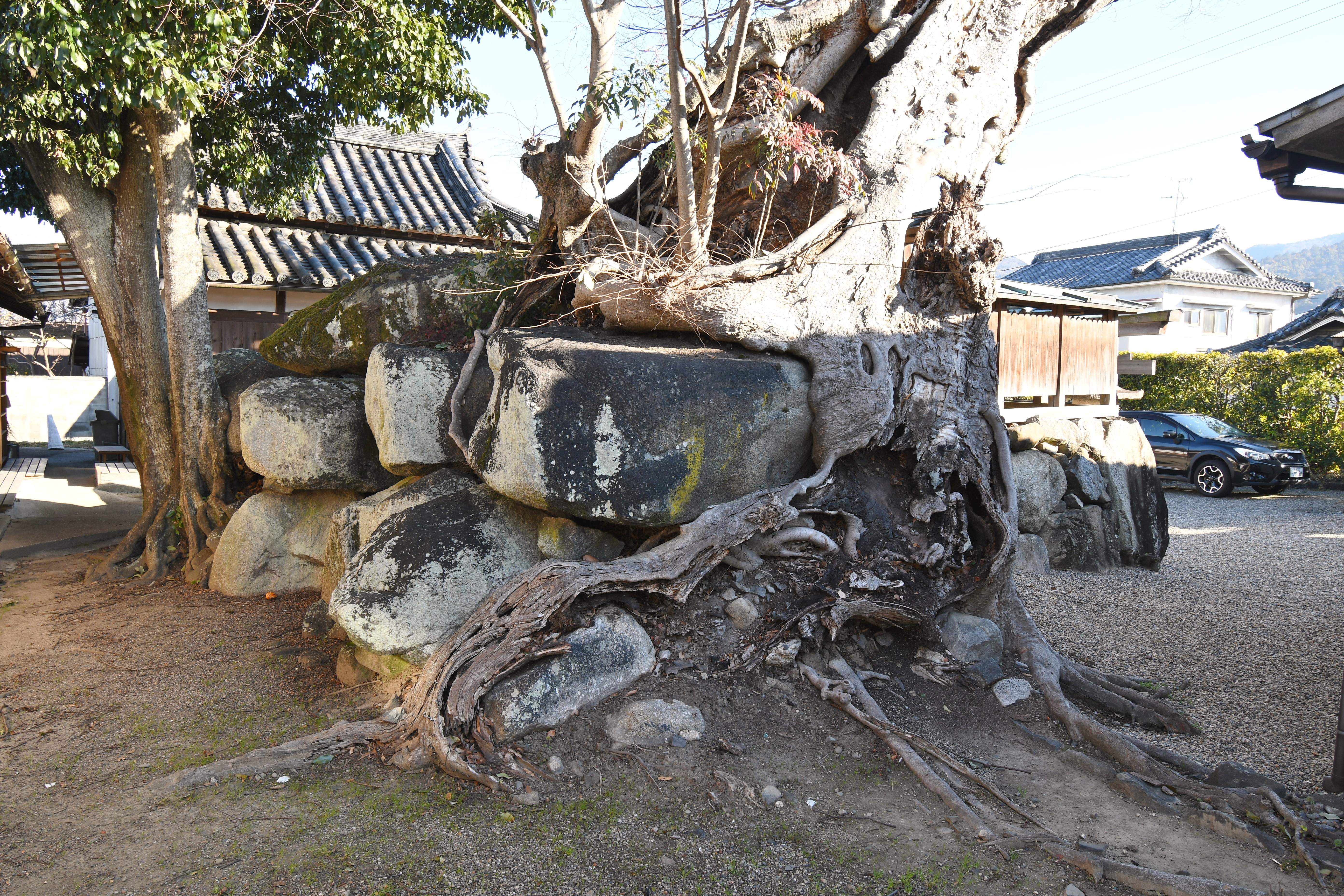
石室概観（手前に羨道、左奥に玄室）
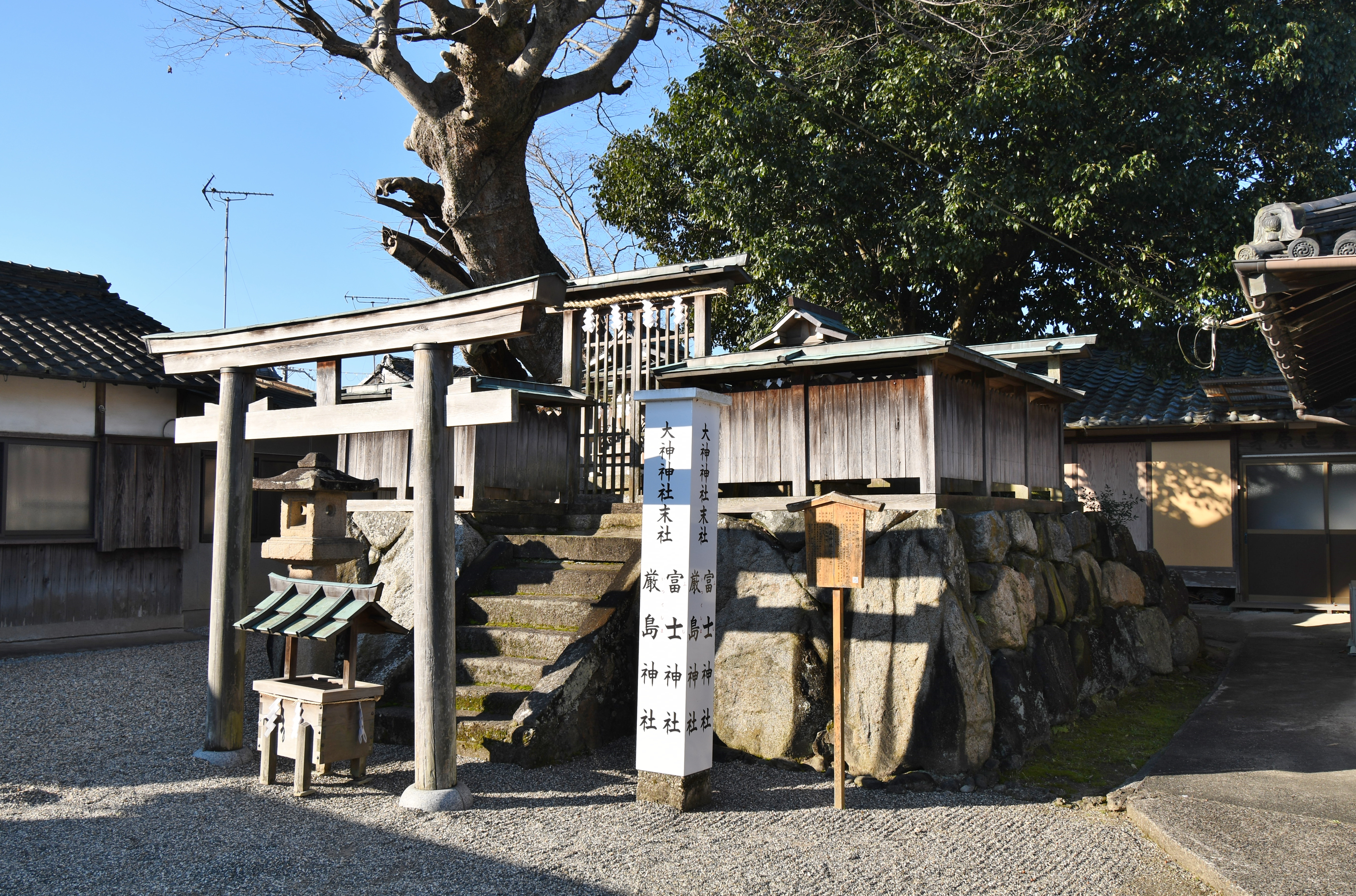
富士神社・厳島神社 背後に石室が所在する。

## 関連文献
（記事執筆に使用していない関連文献）
- 樋口清之「大和三輪山付近の一古墳」『考古學雜誌』第15巻第11号、考古學會、1925年。
- 網干善教「大和三輪狐塚古墳について」『古代学』第8巻第3号、古代学協会、1959年。